# Ptochophyle dipyramida
Ptochophyle dipyramida är en fjärilsart som beskrevs av Louis Beethoven Prout 1918. Ptochophyle dipyramida ingår i släktet Ptochophyle och familjen mätare. Inga underarter finns listade.